# Kumtag (meteoryt)
Kumtag – meteoryt kamienny należący do chondrytów oliwinowo-bronzytowych H 5, znaleziony 1 września 2008 roku w regionie autonomicznym  Sinciang w Chinach na pustyni Kumtag 80 mil na południe od miasta Hami. Z miejsca spadku pozyskano pięć fragmentów meteorytu o masie całkowitej około 26 kg. 